# Egesina indica
Egesina indica là một loài bọ cánh cứng trong họ Cerambycidae.